# Badr Mohamed Mirza Bani Hammad
Badr Mohamed Mirza Bani Hammad   (7 de gener de 1984) és un ciclista dels Emirats Àrabs Units. Ha guanyat diferents campionats nacionals, tant en ruta com en contrarellotge. El seu germà Yousef també s'ha dedicat al ciclisme.

## Palmarès
Palmarès de Badr Mohamed.
- 2008
  - Campió del Golf Pèrsic en ruta
  - Campió del Golf Pèrsic en contrarellotge
  -  Campió dels Emirats Àrabs en contrarellotge
  - 1r a la H. H. Vice-President's Cup
- 2009
  - Campió del Golf Pèrsic en ruta
  - Campió del Golf Pèrsic en contrarellotge per equips
  -  Campió dels Emirats Àrabs en contrarellotge
- 2011
  -  Campió dels Emirats Àrabs en ruta
- 2012
  -  Campió dels Emirats Àrabs en ruta
- 2015
  -  Campió dels Emirats Àrabs en contrarellotge